# 周昂 (成化進士)
周昂（1447年—？），字友昂，江西臨江府新淦縣人，民籍，明朝政治人物。

## 生平
江西鄉試第六十七名舉人。成化二十三年（1487年）中式丁未科會試第二百八十八名，三甲第二百二十七名進士。弘治四年（1491年）二月实授南京山西道監察御史。

## 家族
曾祖周益清；祖父周永绚；父周日隱，母陳氏。永感下。